# Fahrgeschäft

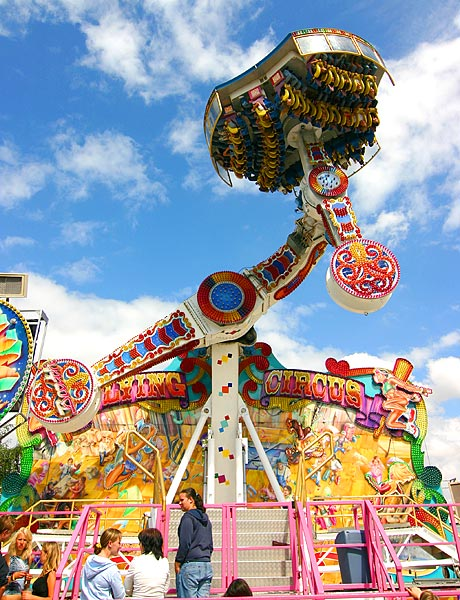
Looping-Fahrgeschäft „Flying Circus“, 1997 von Waagner Biro eingeführt, heute im Vidam Park in Ungarn.

„Playball“, 1987 von Huss (Bremen) gebaut und von Clauß (München) betrieben

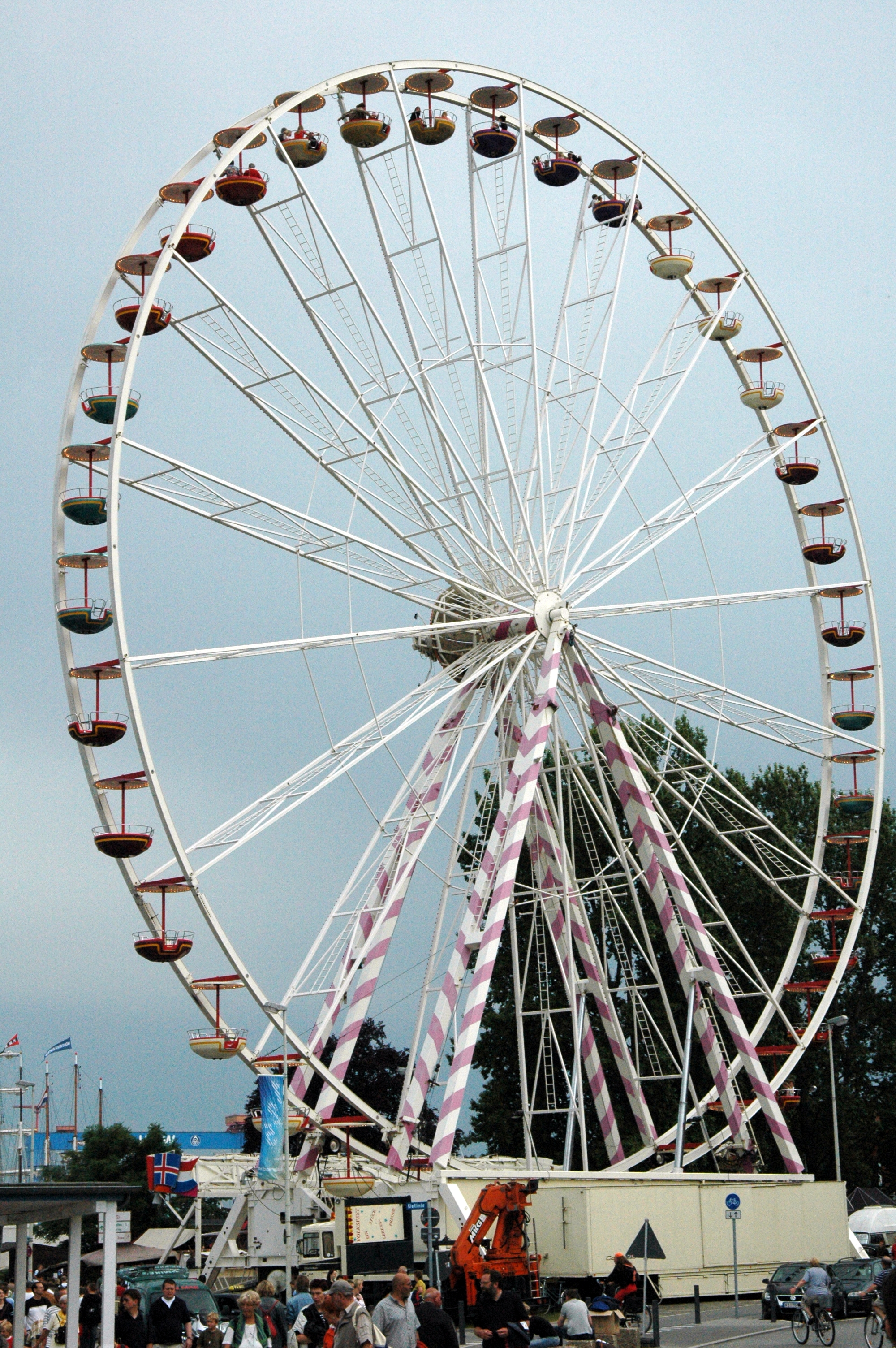
Transportables Riesenrad auf der Kieler Woche

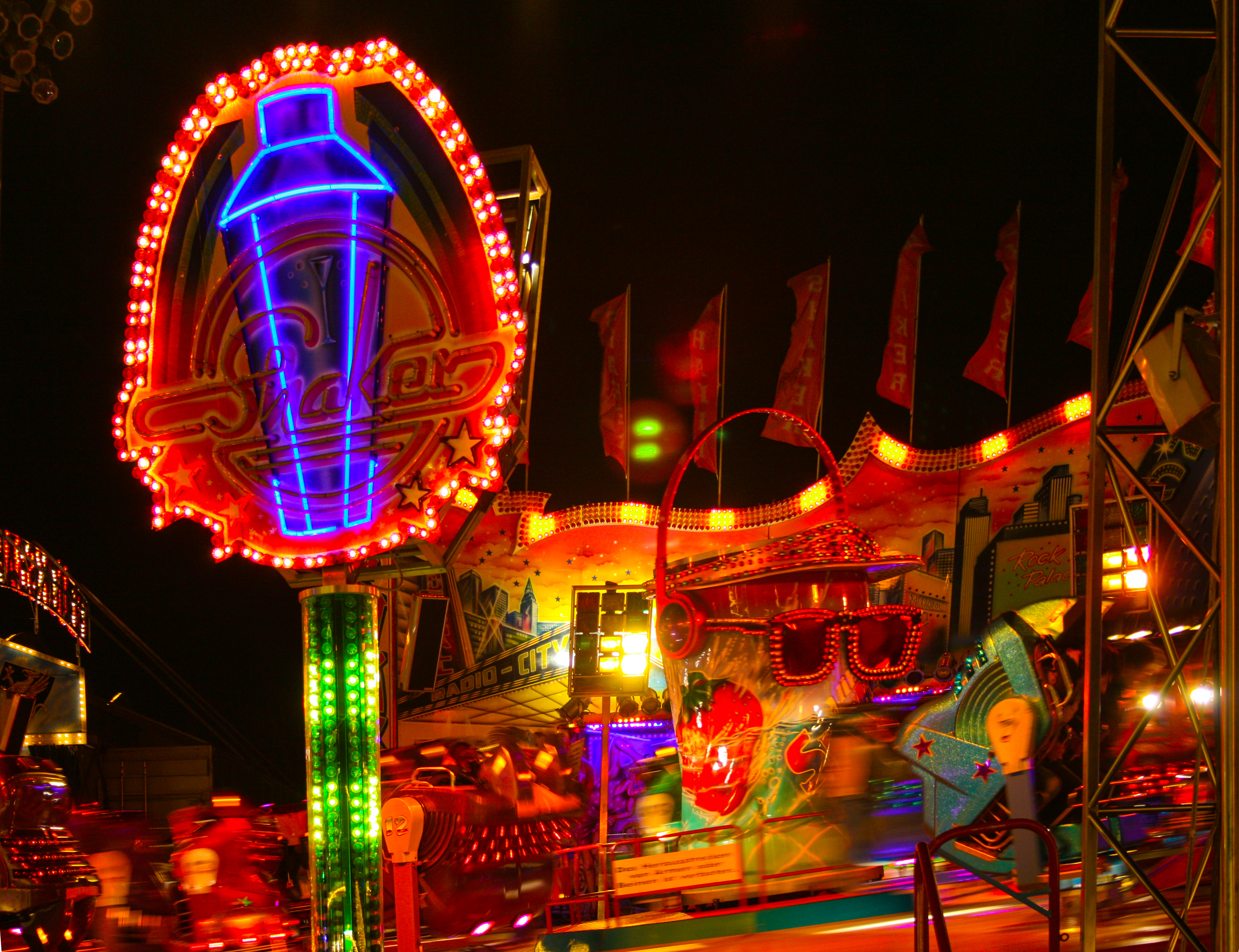
Fahrgeschäft auf dem Hamburger Dom (Volksfest)

Ein Fahrgeschäft (seltener Fahrbetrieb) ist eine Vergnügungsattraktion in Vergnügungsparks oder auf Volksfesten. Die häufigsten Fahrgeschäfte sind Karussells, Autodrome, Luft- und Schiffschaukeln, Riesenräder, Achterbahnen, Geisterbahnen, Themenfahrten, Freifalltürme, Kindereisenbahnen sowie versetzbare Tribünen und Schaubuden. Während die in Vergnügungsparks installierten Fahrgeschäfte im Regelfall Dauereinrichtungen sind (d. h. sie sind bauliche Anlagen im klassischen Sinne), handelt es sich bei den auf Volksfesten eingesetzten Fahrgeschäften um fliegende Bauten, d. h. sie werden nach Ende des Festes abgebaut, zu einem anderen Festplatz transportiert und dort wieder aufgebaut, was beim Entwurf beachtet werden muss.

## Sicherheit
Fahrgeschäfte unterliegen in Deutschland strengen Kontrollen durch den TÜV und müssen jährlich auf Schäden und Verschleiß überprüft werden. Nach jedem Aufbau muss vom örtlichen Bauamt überprüft werden, ob ein Fahrgeschäft nach den TÜV-Vorschriften aufgebaut ist. Erst nach bestandener Abnahme, die auch eine Probefahrt beinhaltet, darf das Fahrgeschäft in Betrieb genommen werden.
Die deutsche TÜV-Norm ist die strengste der Welt und ist daher entsprechend hoch angesehen; sie dient bei Herstellern weltweit als Verkaufsargument.
In vielen anderen Ländern gibt es ähnlich strenge Vorschriften. Neben dem deutschen TÜV werden im Ausland aber auch andere Organisationen wie z. B. Det Norske Veritas mit der Überprüfung der Anlagen betraut. In manchen Ländern sind derartige Prüfungen allerdings nicht vorgeschrieben oder die Vorschriften sind deutlich anspruchsloser.

## Sonstige Fahrgeschäfte
Folgende Bahnen sind keine Fahrgeschäfte im eigentlichen Sinne, werden aber als solche eingesetzt:
- Parkeisenbahn (oder ähnliche schmalspurige Eisenbahnen, die Personen befördern können)
- Einschienenhochbahn
- Luftseilbahn/Sessellift

## Rekorde
Das mit 95 m höchste transportable Fahrgeschäft ist Top of the World, welches heute allerdings stationär aufgebaut ist.